# Torre del Fang
La Torre del Fang és una antiga masia situada a la cantonada dels carrers del Clot (antiga carretera de Barcelona a Ribes de Freser) i d'Espronceda de Barcelona, catalogada com a bé cultural d'interès local.

## Història
Com la majoria de masies de Sant Martí, la propietat sempre va anar d'importants famílies barcelonines, entre elles la de Galceran de Gualbes (1423), mercader i banquer que va arribar a ser membre del Consell de Cent. Durant el setge de 1713-1714, la torre va ser utilitzada per l'exèrcit borbònic com un dels punts des dels quals es bombardejava Barcelona.
El 1884, a la mort sense descendència de Maria Josepa de Rocabruna i Pascual, vídua de Francesc de Sales de Rocabruna i Jordà (1827-1874), baró de l'Albi, va llegar la masia i les terres a l'Església.

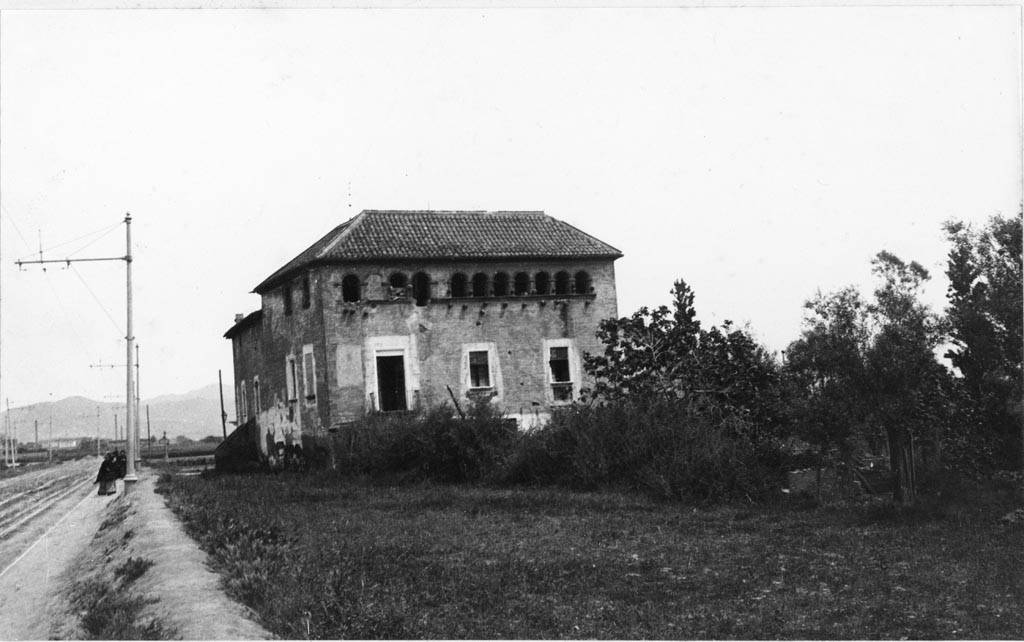
La Torre del Fang (entre 1890 i 1911)

El 1852 es van realitzar les primeres expropiacions per a l'estesa de la línia fèrria de Barcelona a Granollers, i el 1915, la finca es va veure afectada per una nova expropiació, lligada a la construcció de l'estació de la Sagrera. El 1922, va ser comprada per Foment d'Obres i Construccions SA, que va demanar a l'Ajuntament de Barcelona que els terrenys que ocupava fossin exclosos del Pla Cerdà, cosa que va aconseguir el 1924. Els edificis es van transformar en unes oficines de la constructora i les terres van passar a ser un gran magatzem a l'aire lliure de les grans llambordes amb els quals es van traçar les calçades de l'Eixample.
Finalment, el 1983 va ser adquirida per l'Ajuntament. A principis del segle xxi, s'hi iniciaren unes obres de consolidació estructural a conseqüència de la construcció de la LAV Barcelona-Frontera Francesa i s'hi enderrocaren alguns afegits sense valor patrimonial.

## Descripció
El seu emplaçament havia estat un lloc privilegiat, ja que la seva proximitat al Rec Comtal afavoria les tasques agrícoles i, a més, estava en una via principal, ja que l'actual carrer del Clot (abans carretera de Ribes) era el camí ral que partia del Portal Nou i arribava fins a Sant Martí de Provençals i Sant Andreu del Palomar.
La construcció original, de planta quadrada i feta amb carreus de pedra, donava al carrer del Clot i data de finals del segle xiii o principis del segle xiv. Un segle més tard se li va afegir un altre cos cap al carrer d'Espronceda, realitzat amb maçoneria lligada amb morter de fang (i d'aquí tal vegada el seu nom), formant un conjunt en forma d'«L» i coberta a quatre aigües. Entre aproximadament mitjans del segle xviii i fins al segle xix se li van afegir més cossos al voltant d'un pati obert a llevant.
L'accés es troba al carrer d'Espronceda, molt a prop de la cantonada. Les façanes principals són les dues que donen al carrer. El parament està fet amb revestiment encintat. No exemplifica una concepció estilística unitària sinó que s'hi desprenen almenys dues fases de construcció successives: la fase original està formada per dues plantes amb dos eixos verticals de finestres amb emmarcaments de pedra austers i sense decoracions en la façana oest i una galeria d'onze finestres de mig punt a migdia. En la fase posterior presenta una façana amb tres eixos de finestres essent les de la planta baixa les que tenen dimensions senyorials i decoracions gòtiques.
La resta de façanes afronten als antics terrenys immediats, que presenten un fort pendent provocant l'aparició de plantes de nivell inferior a la cota dels carrers. Aquestes façanes pertanyen a edificis més moderns i de caràcter agrícola i auxiliar.
Les teulades es disposen a quatre vessants de teula àrab. Els ràfecs sobre el cos central presenten una complexa disposició de quatre nivells de línies alternades de maó i teules. La resta de cobertes també són també de teula àrab, tot i que amb notables refaccions i obra recent que n'indiquen restauracions diverses.
Artísticament cal destacar el delicat treball de la pedra que s'utilitza per crear les tres finestres gòtiques del cos adherit. Les dues més importants són similars, una amb llinda de conopial de taló i l'altre conopial d'esquena d'ase. Totes dues amb traceria lobulada i dos caps humans a l'alçada de les impostes. L'edifici es considera gòtic tenint en compte l'època de construcció i les decoracions lobulars de les finestres més antigues encara existents.